# 반다이 남코 아츠
주식회사 반다이 남코 아츠(일본어: 株式会社バンダイナムコアーツ 가부시키가이샤 반다이 나무코 아쓰[*], 영어: BANDAI NAMCO Arts Inc.)는 과거에 존재했던 일본의 영상·음악 소프트 회사다. 반다이 남코 홀딩스의 완전 자회사로 반다이 남코 그룹의 영상 음악 프로듀스 유닛 주간회사였다.
2018년 4월 1일에 반다이 비주얼과 란티스가 합병해 발족했지만, 2022년 4월 1일 주식회사 반다이 남코 뮤직 라이브로 상호 변경한 후 영상부문은 반다이 남코 필름웍스로 분할했다.

## 역사
반다이 남코 그룹은 2019년 4월기부터 2021년 3월기 중기 경영 계획에서 중기 비전에 'CHANGE for the NEXT 도전·성장·진화'를 내걸었다.
2018년 2월 9일에 반다이 남코 그룹의 재편이 발표되고, 그 중에서 영상을 주로 한 반다이 비주얼이 애니송을 중심으로 한 레코드 회사 란티스를 흡수합병하는 형태로 반다이 남코 그룹의 "영상 음악 프로듀스 유닛"의 핵심으로 자리매김했다.
요즘의 애니메이션은 관련 음악 라이브가 인기를 얻어, '영상과 음악'의 관련성이 강해지고 있는 것도 이번 합병의 배경에 있었다. 이번 합병에 의해, '영상, 음악, 라이브 이벤트'의 3개의 분야를 일체화한 데다, 라이브 이벤트도 일본과 해외에서, 그 전개를 강화해 나가게 되었다. 반다이 남코 그룹에서는 "영상과 음악을 융합한 새로운 엔터테인먼트의 창출과 영상과 음악이 보다 연계한 IP 창출에 임한다"고 설명했다.
덧붙여 지금까지 두 회사가 사용해 온 반다이 비주얼이나 란티스 등의 레이블은 2018년 4월 1일 이후로도 계승되고 있다.
2019년, '우주 전함 야마토 시리즈'의 판권 관리를 하고 있는 보이저 홀딩스가 중심이 되어 설립된 studio MOTHER에 출자했다. 이것에 의해, 애니메이션 제작 라인의 증강에 의한 히트 컨텐츠의 창출력을 강화해, '우주 전함 야마토 시리즈'에의 전개 강화를 실시했다.
2020년 6월 8일부터 애니메이션 제작사 에이트 비트와 업무 제휴를 개시했다. 같은 해 7월 10일에는 동영상 스트리밍 프로그램 'MixBox'의 서비스를 개시했다.
2021년 4월 1일자로 자회사였던 하이웨이 스타가 독립했다.
2022년 4월 1일자의 반다이 남코 그룹의 재편에 의해, 영상 사업을 선라이즈에 흡수 분할로 이관, 선라이즈는 동시에 반다이 남코 라이츠 마케팅을 흡수합병해, 영상 사업을 통합한 반다이 남코 필름웍스가 되어, 당사 본체에 남은 음악 사업은 그룹 내외에 관계없이 라이브 이벤트 등의 제작·운영을 수탁하고 있는 자회사의 반다이 남코 라이브 크리에이티브와 음악 저작권 관리 및 음악 제작을 실시하고 있어 일부 당사와의 연계도 있는 선라이즈 자회사 선라이즈 뮤직(구 선라이즈 음악출판)을 흡수 합병하여 음악 및 라이브 사업을 통합한 '주식회사 반다이 남코 뮤직 라이브'가 된다. 영상과 음악을 통합해 설립된 '반다이 남코 아츠'는 불과 4년 만에 다시 분리되게 되었다.

## 주요 레이블

### 영상 레이블
반다이 남코 필름웍스가 승계
- EMOTION - 애니메이션·특촬
- BANDAI VISUAL - 어린이용 작품, 실사 영화·드라마

### 음악 레이블
반다이 남코 뮤직 라이브가 승계
- Lantis - 메인 레이블
- Kiramune - 남성 성우 레이블
- GloryHeaven - 소니 뮤직 솔루션즈에 판매 위탁하는 레이블
- Purple One Star - bluesofa와의 공동 제작에 의한 레이블. 레이블 프로듀서는 bluesofa의 혼마 아키미츠, 판매원은 소니 뮤직 솔루션즈.
- GOOM STUDIO - 버추얼 유튜버 레이블. 영상 레이블도 겸하고 있다.